# Tipula (Vestiplex) nigrocostata
Tipula (Vestiplex) nigrocostata is een tweevleugelige uit de familie langpootmuggen (Tipulidae). De soort komt voor in het Palearctisch gebied.